# Île aux Chrétiens
L'île aux Chrétiens (Enez ar C'hrizienn en breton) est une île de l'archipel de Molène, dans le Finistère, en Bretagne. Elle est située sur le territoire de la commune du Conquet.

## Histoire
Il y a un tumulus sur l'île.